# 65.ª edición de los Premios Óscar
La 65.ª edición de los Óscar premió a las mejores películas de 1992. Organizada por la Academia de Artes y Ciencias Cinematográficas, tuvo lugar en el Dorothy Chandler Pavilion de Los Ángeles (Estados Unidos) el 29 de marzo de 1993. La ceremonia fue conducida por Billy Crystal.

## Presentadores de premios
| Persona                           | Categoría                                           |
| --------------------------------- | --------------------------------------------------- |
| Billy Crystal                     | Maestro de ceremonias                               |
| Jack Nicholson                    | Mejor Película                                      |
| Barbra Streisand                  | Mejor Director                                      |
| Jodie Foster                      | Mejor Actriz                                        |
| Anthony Hopkins                   | Mejor Actor                                         |
| Mercedes Ruehl                    | Mejor Actriz de Reparto                             |
| Jack Palance                      | Mejor Actor de Reparto                              |
| Dustin Hoffman Anne Bancroft      | Mejor Guion Adaptado Mejor Guion Original           |
| Glenn Close                       | Mejor Película de habla no Inglesa                  |
| Tim Robbins Susan Sarandon        | Mejor Montaje                                       |
| Gene Hackman Morgan Freeman       | Mejor Fotografía                                    |
| Richard Gere                      | Mejor Dirección de Arte                             |
| Raúl Juliá                        | Mejor Banda Sonora                                  |
| Lena Horne Quincy Jones           | Mejor Canción Original                              |
| Joe Pesci Marisa Tomei            | Mejor Maquillaje                                    |
| Catherine Deneuve                 | Mejor Diseño de Vestuario                           |
| Tom Hanks Denzel Washington       | Mejor Documental Largo Mejor Documental Corto       |
| Robert Downey Jr. Alfre Woodard   | Mejor Sonido                                        |
| Jon Lovitz                        | Mejor Edición de Sonido                             |
| Andie MacDowell                   | Mejores Efectos Visuales                            |
| Sarah Jessica Parker David Paymer | Mejores Cortometraje Mejores Cortometraje Animado   |
| Kathy Bates                       | Clip de A Few Good Men                              |
| Jane Fonda                        | Clip de Scent of a Woman                            |
| Anjelica Huston                   | Clip de Unforgiven                                  |
| Diane Keaton                      | Clip de Juego de lágrimas                           |
| Whoopi Goldberg                   | Clip de Howards End                                 |
| Marcello Mastroianni Sophia Loren | Óscar Honorífico                                    |
| Gregory Peck                      | Premio Humanitario Jean Hersholt a Audrey Hepburn   |
| Angela Lansbury                   | Premio Humanitario Jean Hersholt a Elizabeth Taylor |

## Candidaturas y ganadores
Unforgiven se convierte en el tercer western en ganar el Óscar a Mejor película (también es hasta la fecha el penúltimo film de dicho género en ganarlo, siendo No Country For Old Men la última película en ganar el galardón en la edición del 2008), por su parte Clint Eastwood se convirtió en la séptima persona en conseguir una nominación como Mejor director y Mejor actor por dicha película. Al Pacino  se convierte en el sexto intérprete (y el primer actor masculino) en conseguir dos nominaciones en las categorías de Mejor actor y Mejor actor de reparto en la misma edición, solamente ganaría su estatuilla como Mejor actor. Finalmente el compositor Alan Menken se convirtió en la tercera persona en ganar por segundo año consecutivo dos Óscares en las categorías de Mejor banda sonora y Mejor canción original por Aladdín (sus otras dos estatuillas las ganó previamente por La bella y la bestia en la edición anterior).

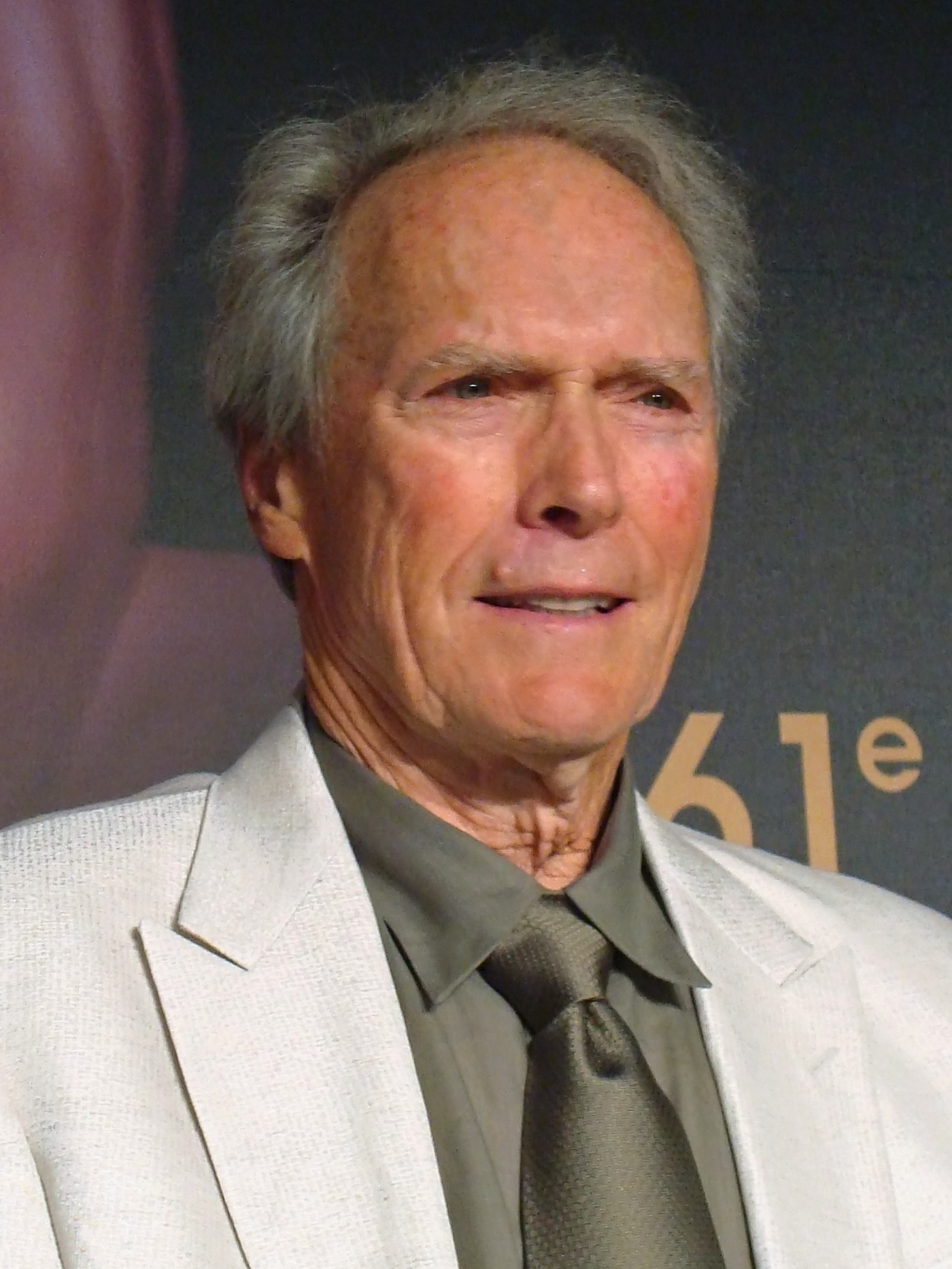
Clint Eastwood fue el ganador del Óscar al mejor director por Unforgiven.

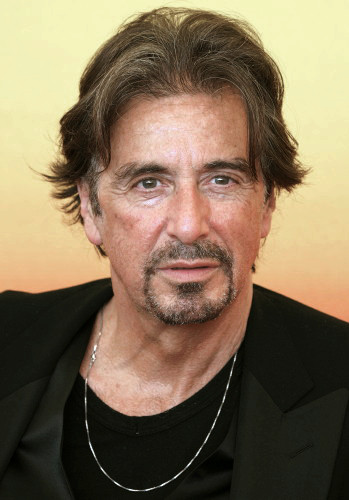
Al Pacino fue el ganador del Óscar al mejor actor por Scent of a Woman.

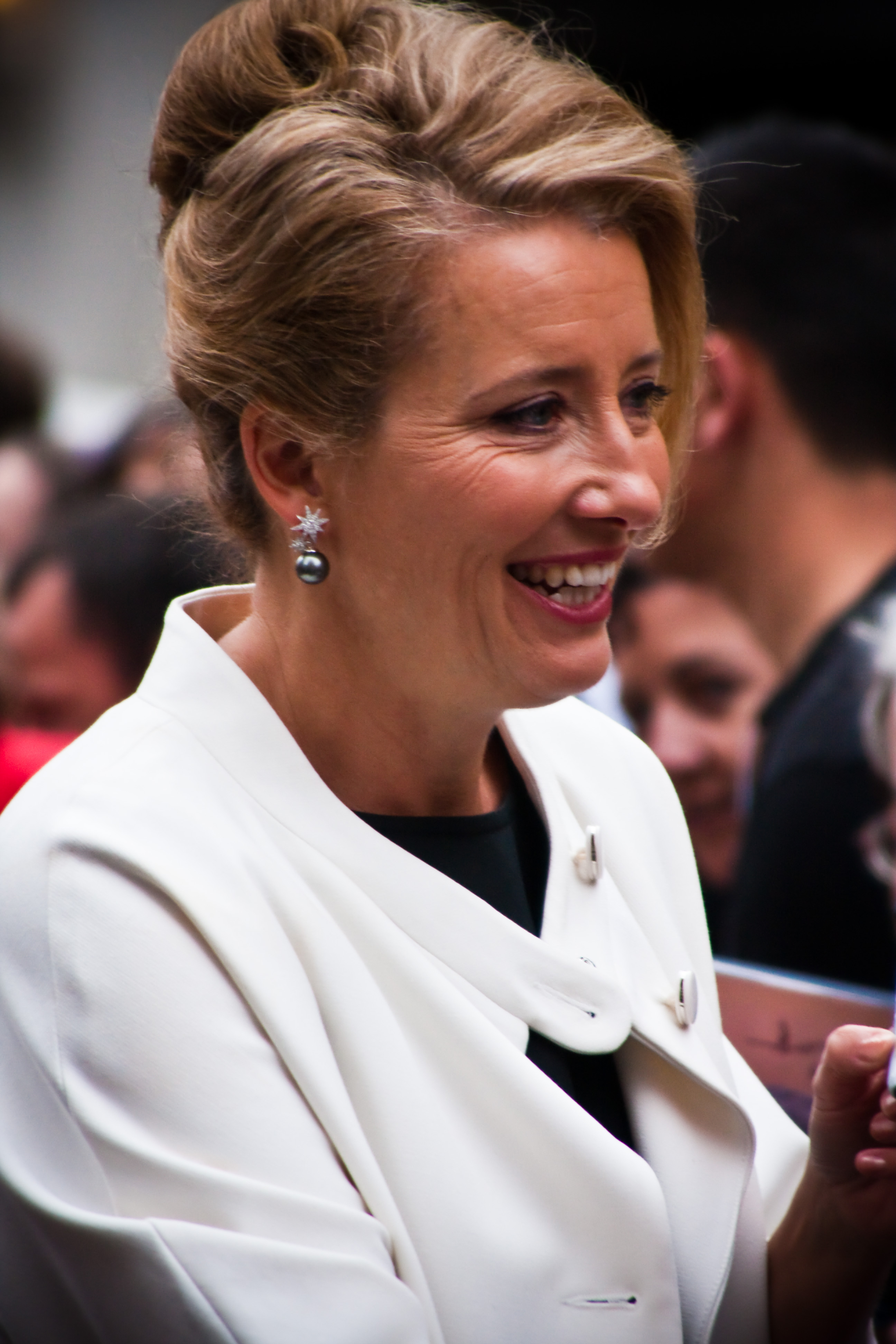
Emma Thompson fue la ganadora del Óscar a mejor actriz por Howards End.

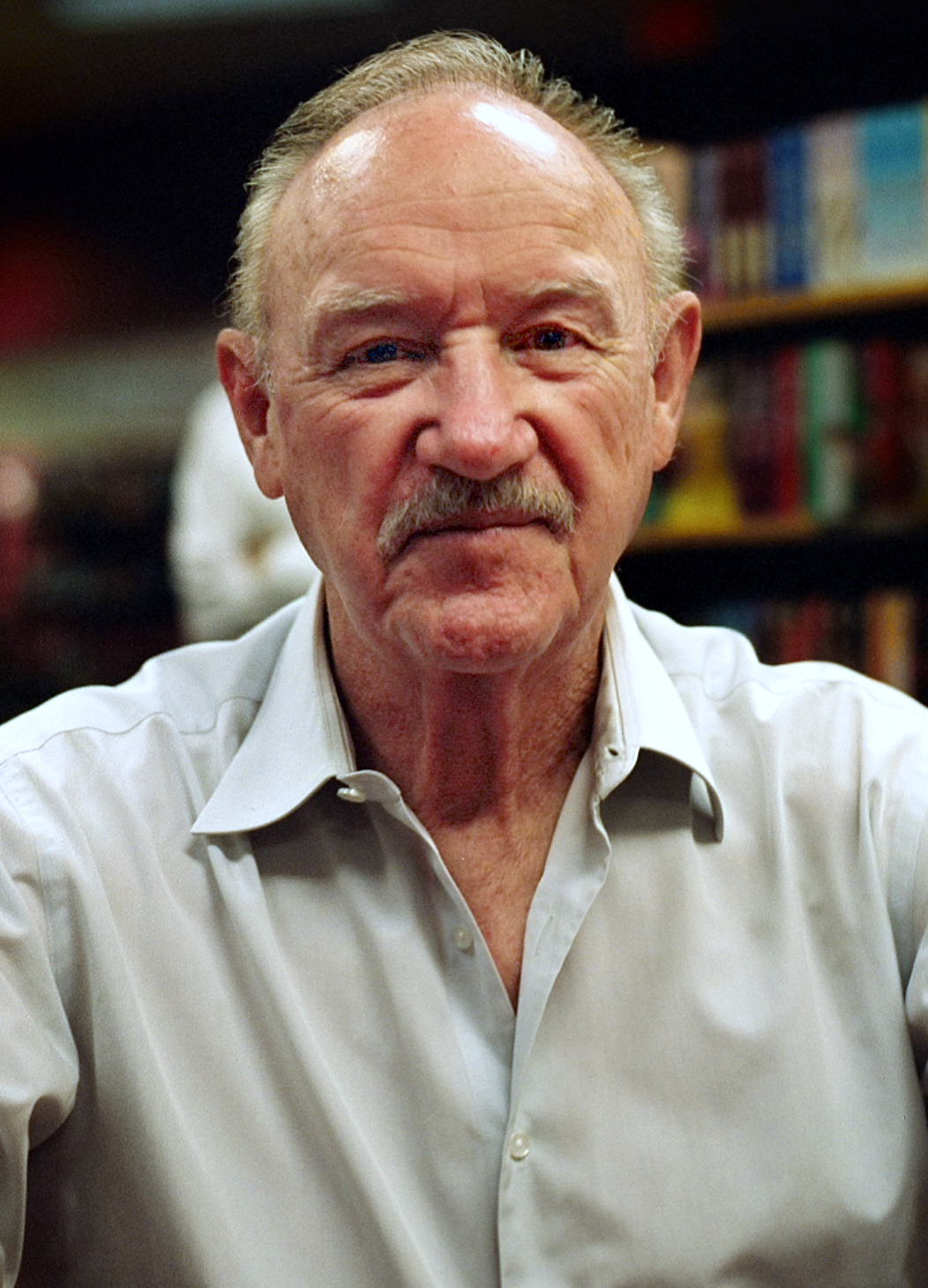
Gene Hackman fue el ganador del Óscar a mejor actor de reparto por Unforgiven.

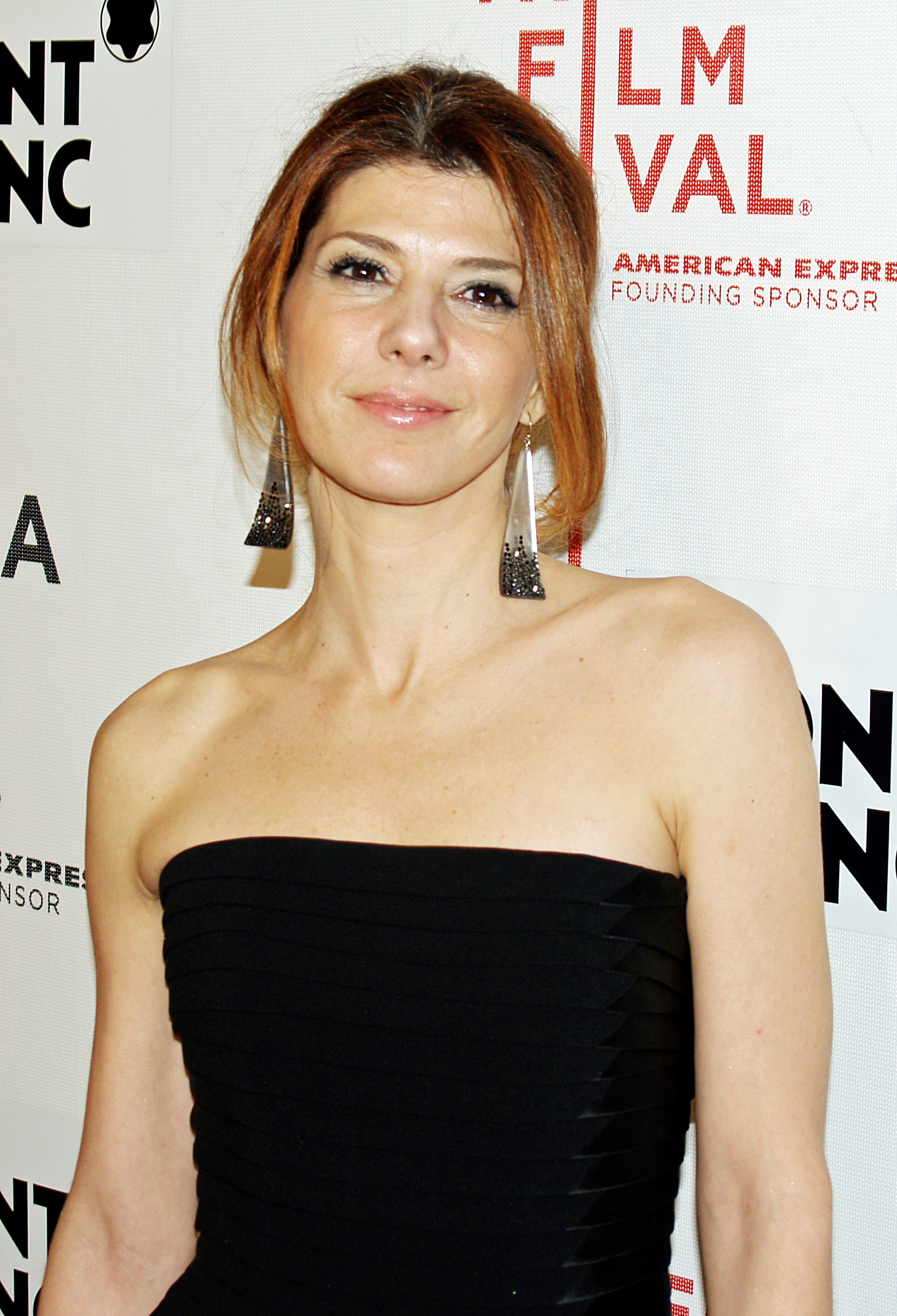
Marisa Tomei fue la ganadora del Óscar a la mejor actriz de reparto por Mi primo Vinny.

 Indica el ganador dentro de cada categoría.
| Mejor película Presentado por: Jack Nicholson | Mejor director Presentado por: Barbra Streisand |
| --- | --- |
| Unforgiven (Sin perdón) — Clint Eastwood. | Clint Eastwood — Unforgiven (Sin perdón) |
| - The Crying Game (Juego de lágrimas) — Stephen Woolley - A Few Good Men (Algunos hombres buenos) — Rob Reiner y Andrew Scheinman - Howards End (Regreso a Howards End) — Ismail Merchant - Scent of a Woman (Esencia de mujer) — Martin Brest | - Robert Altman — The Player (El juego de Hollywood) - Martin Brest — Scent of a Woman (Esencia de mujer) - James Ivory — Howards End (Regreso a Howards End) - Neil Jordan — The Crying Game (Juego de lágrimas) |
| Mejor actor Presentado por: Jodie Foster | Mejor actriz Presentado por: Anthony Hopkins |
| Al Pacino — Scent of a Woman (Esencia de mujer) como teniente coronel Frank Slade | Emma Thompson — Howards End (Regreso a Howards End) como Margaret Schlegel |
| - Robert Downey Jr. — Chaplin como Charles Chaplin - Clint Eastwood — Unforgiven (Sin perdón) como William "Will" Munny - Stephen Rea — The Crying Game (Juego de lágrimas) como Fergus - Denzel Washington — Malcolm X como Malcolm X | - Catherine Deneuve — Indochine (Indochina) como Éliane Devries - Mary McDonnell — Passion Fish como May-Alice Culhane - Michelle Pfeiffer — Love Field (Por encima de todo) como Lurene Hallett - Susan Sarandon — Lorenzo's Oil (El aceite de la vida) como Michaela Odone |
| Mejor actor de reparto Presentado por: Mercedes Ruehl | Mejor actriz de reparto Presentado por: Jack Palance |
| Gene Hackman — Unforgiven (Sin perdón) como Little Bill Daggett | Marisa Tomei — My Cousin Vinny (Mi primo Vinny) como Mona Lisa Vito |
| - Jaye Davidson — The Crying Game (Juego de lágrimas) como Dil - Jack Nicholson — A Few Good Men (Algunos hombres buenos) como Coronel Nathan R. Jessep - Al Pacino — Glengarry Glen Ross como Ricky Roma - David Paymer — Mr. Saturday Night como Stan Young | - Judy Davis — Husbands and Wives (Maridos y mujeres) como Sally Wainwright - Joan Plowright — Enchanted April (Un abril encantado) como Mrs. Fisher - Vanessa Redgrave — Howards End (Regreso a Howards End) como Ruth Wilcox - Miranda Richardson — Fatale (Herida) como Ingrid Fleming |
| Mejor guion original Presentado por: Anne Bancroft y Dustin Hoffman | Mejor guion adaptado Presentado por: Anne Bancroft y Dustin Hoffman |
| The Crying Game (Juego de lágrimas) — Neil Jordan | Howards End (Regreso a Howards End) — Ruth Prawer Jhabvala, basado en Howard's End por E. M. Forster |
| - Husbands and Wives (Maridos y mujeres) — Woody Allen - Lorenzo's Oil (El aceite de la vida) — George Miller y Nick Enright - Passion Fish — John Sayles. - Unforgiven (Sin perdón) — David Webb Peoples. | - A River Runs Through It — Richard Friedenberg basado en A River Runs Through It por Norman Maclean - Enchanted April (Un abril encantado) — Peter Barnes basado en Enchanted April de Elizabeth von Arnim - Scent of a Woman (Esencia de mujer) — Bo Goldman basado en la novela Il Buio E Il Miele por Giovanni Arpino y la película Perfume de mujer por Ruggero Maccari y Dino Risi - The Player (El juego de Hollywood) — Michael Tolkin basado en The Player por Michael Tolkin |
| Mejor película extranjera (de habla no inglesa) Presentado por: Glenn Close | |
| Indochine (Indochina) (Francia) en francés — Régis Wargnier | |
| - Urga (Urga, el territorio del amor) (Rusia) en ruso — Nikita Mijalkov - Daens (película) (Bélgica) en neerlandés —Stijn Coninx - Schtonk! (Alemania) en alemán — Helmut Dietl - Un lugar en el mundo (Uruguay) en español — Adolfo Aristarain (nominación revocada) | |
| Mejor documental largo Presentado por: Tom Hanks y Denzel Washington | Mejor documental corto Presentado por: Tom Hanks y Denzel Washington |
| The Panama Deception — Barbara Trent y David Kasper | Educating Peter — Thomas C. Goodwin y Gerardine Wurzburg |
| - Changing Our Minds: The Story of Dr. Evelyn Hooker — David Haugland - Fires of Kuwait — Sally Dundas - Liberators: Fighting on Two Fronts in World War II — William Miles y Nina Rosenblum - Music for the Movies: Bernard Herrmann — Margaret Smilow y Roma Baran | - At the Edge of Conquest: The Journey of Chief Wai-Wai — Geoffrey O’Connor - Beyond Imagining: Margaret Anderson and the "Little Review" — Wendy Weinberg - The Colours of My Father: A Portrait of Sam Borenstein — Richard Elson y Sally Bochner - When Abortion Was Illegal: Untold Stories — Dorothy Fadiman |
| Mejor cortometraje Presentado por: Sarah Jessica Parker y David Paymer | Mejor cortometraje animado Presentado por: Blancanieves |
| Omnibus — Sam Karmann | Mona Lisa Descending a Staircase — Joan C. Gratz |
| - Contact — Jonathan Darby y Jana Sue Memel - Cruise Control — Matt Palmieri - Swan Song — Kenneth Branagh - The Lady in Waiting — Christian M. Taylor | - Adam — Peter Lord. - Reci, reci, reci — Michaela Pavlátová - Screen Play — Barry Purves - The Sandman — Paul Berry |
| Mejor banda sonora Presentado por: Raúl Juliá | Mejor canción original Presentado por: Lena Horne y Quincy Jones |
| Aladdín — Alan Menken | «A Whole New World» — Aladdín; Música por Alan Menken; Letra por Tim Rice |
| - A River Runs Through It (El río de la vida) — Mark Isham - Basic Instinct (Instinto básico) — Jerry Goldsmith - Chaplin — John Barry - Howards End (Regreso a Howards End) — Richard Robbins | - «Beautiful Maria of My Soul» — The Mambo Kings (Los reyes del mambo); Música por Robert Kraft; Letra por Arne Glimcher - «Friend Like Me» — Aladdín; Música por Alan Menken; Letra por Howard Ashman - «I Have Nothing» — The Bodyguard (El guardaespaldas); Música por David Foster; Letra por Linda Thompson - «Run to You» — The Bodyguard (El guardaespaldas); Música por Jud Friedman; Letra por Allan Rich                                                                     |
| Mejor edición de sonido Presentado por: Jon Lovitz | Mejor sonido Presentado por: Robert Downey Jr. y Alfre Woodard |
| Bram Stoker's Dracula (Drácula, de Bram Stoker) — Tom C. McCarthy y David E. Stone | The Last of the Mohicans (El último mohicano) — Chris Jenkins, Doug Hemphill, Mark Smith y Simon Kaye |
| - Aladdín — Mark Mangini - Under Siege (Alerta máxima) — John Leveque y Bruce Stambler | - A Few Good Men (Algunos hombres buenos) — Kevin O'Connell, Rick Kline y Bob Eber - Aladdín — Terry Porter, Mel Metcalfe, David J. Hudson y Doc Kane - Under Siege (Alerta máxima) — Don Mitchell, Frank A. Montaño, Rick Hart y Scott Smith - Unforgiven (Sin perdón) — Les Fresholtz, Vern Poore, Dick Alexander y Rob Young |
| Mejor dirección artística Presentado por: Richard Gere | Mejor fotografía Presentado por: Morgan Freeman y Gene Hackman |
| Howards End (Regreso a Howards End) — Dirección artística: Luciana Arrighi; Diseño de decorados: Ian Whittaker | A River Runs Through It (El río de la vida) — Philippe Rousselot |
| - Chaplin – Dirección artística: Thomas Sanders; Diseño de decorados: Garrett Lewis - Bram Stoker's Dracula (Drácula, de Bram Stoker) — Dirección artística: Stuart Craig; Diseño de decorados: Chris A. Butler - Toys — Dirección artística: Ferdinando Scarfiotti; Diseño de decorados: Linda DeScenna - Unforgiven (Sin perdón) — Dirección artística: Henry Bumstead; Diseño de decorados: Janice Blackie-Goodine | - L'amant (El amante) — Robert Fraisse - Hoffa — Stephen H. Burum - Howards End (Regreso a Howards End) — Tony Pierce-Roberts - Unforgiven (Sin perdón) — Jack N. Green |
| Mejor maquillaje Presentado por: Joe Pesci y Marisa Tomei | Mejor diseño de vestuario Presentado por: Catherine Deneuve |
| Bram Stoker's Dracula (Drácula, de Bram Stoker) — Greg Cannom, Michèle Burke y Matthew W. Mungle | Bram Stoker's Dracula (Drácula, de Bram Stoker) — Eiko Ishioka |
| - Batman Returns — Ve Neill, Ronnie Specter y Stan Winston - Hoffa — Ve Neill, Greg Cannom y John Blake | - Enchanted April (Un abril encantado) — Sheena Napier - Howards End (Regreso a Howards End) — Jenny Beavan y John Bright - Malcolm X — Ruth E. Carter - Toys — Albert Wolsky |
| Mejor montaje Presentado por: Tim Robbins y Susan Sarandon | Mejores efectos visuales Presentado por: Andie MacDowell |
| Unforgiven (Sin perdón) — Joel Cox | Death Becomes Her (La muerte os sienta tan bien) — Ken Ralston, Doug Chiang, Doug Smythe y Tom Woodruff, Jr. |
| - A Few Good Men (Algunos hombres buenos) — Robert Leighton - Basic Instinct (Instinto básico) — Frank J. Urioste - The Crying Game (Juego de lágrimas) — Kant Pan - The Player (El juego de Hollywood) — Geraldine Peroni | - Alien³ — Richard Edlund, Alec Gillis, Tom Woodruff, Jr. y George Gibbs - Batman Returns — Michael Fink, Craig Barron, John Bruno y Dennis Skotak |

### Óscar Honorífico
- Federico Fellini, reconociendo a uno de los mejores contadores de historias del cine.[3]

### Premio Humanitario Jean Hersholt
El premio reconoce a las personas cuyos esfuerzos humanitarios ha dado crédito a la industria cinematográfica..
- Audrey Hepburn
- Elizabeth Taylor[5]

## In Memoriam
En el transcurso de la gala se proyectó un vídeo que homenajeó a los siguientes profesionales fallecidos durante el año: 
- Lillian Gish
- Paul Henreid
- Steffi Duna
- Mae Clarke
- Marlene Dietrich
- Lawrence Welk
- Robert Morley
- Arletty
- Brenda Marshall
- Anthony Perkins
- Lona Andre
- Denholm Elliott
- Shirley Booth
- Cleavon Little
- Hal Roach
- Diane Varsi
- Vincent Gardenia
- Dana Andrews
- Audrey Hepburn
- John Steadman
- Joseph L. Mankiewicz
- Ted Haworth
- Helen Hayes

## Premios y nominaciones múltiples
| Película                                         | Nominaciones | Premios |
| ------------------------------------------------ | ------------ | ------- |
| Unforgiven (Sin perdón)                          | 9            | 4       |
| Howards End (Regreso a Howards End)              | 9            | 3       |
| Bram Stoker's Dracula (Drácula, de Bram Stoker)  | 4            | 3       |
| Aladdín                                          | 5            | 2       |
| The Crying Game (Juego de lágrimas)              | 6            | 1       |
| Scent of a Woman (Esencia de mujer)              | 4            | 1       |
| A River Runs Through It (El río de la vida)      | 3            | 1       |
| Indochine (Indochina)                            | 2            | 1       |
| Death Becomes Her (La muerte os sienta tan bien) | 1            | 1       |
| My Cousin Vinny (Mi primo Vinny)                 | 1            | 1       |
| The Last of the Mohicans (El último mohicano)    | 1            | 1       |
| A Few Good Men (Algunos hombres buenos)          | 4            | 0       |
| Chaplin                                          | 3            | 0       |
| The Player (El juego de Hollywood)               | 3            | 0       |
| Enchanted April (Un abril encantado)             | 3            | 0       |
| Under Siege (Alerta máxima)                      | 2            | 0       |
| Basic Instinct (Instinto básico)                 | 2            | 0       |
| Batman Returns                                   | 2            | 0       |
| The Bodyguard (El guardaespaldas)                | 2            | 0       |
| Hoffa                                            | 2            | 0       |
| Husbands and Wives (Maridos y mujeres)           | 2            | 0       |
| Lorenzo's Oil (El aceite de la vida)             | 2            | 0       |
| Malcolm X                                        | 2            | 0       |
| Passion Fish                                     | 2            | 0       |
| Toys                                             | 2            | 0       |